# فالف
شركة فالف (بالإنجليزية: Valve Corporation)‏ (معروفة أيضا ببرمجيات فالف أو فالف للتبسيط) هي شركة أمريكية لتطوير ألعاب الفيديو والتوزيع الرقمي تقع في بالفيو، واشنطن. أسست عام 1996 من قبل موظفي مايكروسوفت السابقين جايب نويل ومايك هارينغتون. شهرت فالف لسلسلة هاف-لايف الناجحة (أطلقت أول لعبة لها في نوفمبر 1998). تعرف أيضا لشبكتها للتوزيع-الاجتماعي، ستيم، ولتطويرها محرك سورس الذي استخدم في كل لعبة أنتجتها فالف منذ تقديمه في 2004.

## التاريخ

### التأسيس
تأسست فالف من قبل جايب نويل ومايك هارينغتون الذان كانا موظفين في شركة مايكروسوفت لفترة طويلة في 24 أغسطس 1996 كشركة ذات مسؤولية محدودة مقرها في كيركلاند، واشنطن. بعد التأسيس في أبريل 2003 انتقلت من موقعها الأصلي إلى بالفيو، واشنطن وهي نفس المدينة التي يوجد فيها الناشر الأصلي للشركة سييرا إنترتينمنت.

### هاف-لايف
بعد الحصول على ترخيص لمحرك كوايك من خلال مساعدة من صديقهما مايكل أبراش الذي يعمل في شركة إد سوفتوير المصممة للمحرك في أواخر عام 1996، بدأ نويل وهارينغتون العمل على لعبة هاف-لايف. كان مقررا أصلا إصدارها في أواخر عام 1997، لكن أطلقت اللعبة يوم 19 نوفمبر 1998. ساهمت شركة جيربوكس سوفتوير كثيرا بعد إطلاق اللعبة حيث كانت الشركة مسؤولة عن تطوير حزم توسيع للعبة، بالإضافة لنقل اللعبة إلى الأجهزة المنزلية دريم كاست وبلاي ستيشن 2 والتي تضمنت حزمة توسعة تحوي ميزة تقسيم الشاشة من أجل طور اللعب التعاوني.

## ألعاب
| العنوان                        | السنة | النوع                   | المنصة                                                     |
| ------------------------------ | ----- | ----------------------- | ---------------------------------------------------------- |
| هاف - لايف                     | 1998  | تصويب منظور الشخص الأول | حاسوب شخصي، بلاي ستيشن 2                                   |
| تيم فورتريس كلاسيك             | 1999  | تصويب منظور الشخص الأول | حاسوب شخصي                                                 |
| هاف-لايف: أوبوسينغ فورس        | 1999  | حزمة تطوير              | حاسوب شخصي                                                 |
| ديثماتش كلاسيك                 | 2000  | تصويب منظور الشخص الأول | حاسوب شخصي                                                 |
| ريكوشت                         | 2000  | لعبة أكشن               | حاسوب شخصي                                                 |
| كاونتر سترايك                  | 2000  | تصويب منظور الشخص الأول | حاسوب شخصي، إكس بوكس                                       |
| هاف-لايف: بلو شيفت             | 2001  | حزمة تطوير              | حاسوب شخصي                                                 |
| داي أوف ديفيت                  | 2003  | تصويب منظور الشخص الأول | حاسوب شخصي                                                 |
| كاونتر سترايك : كونديشن زيرو   | 2004  | تصويب منظور الشخص الأول | حاسوب شخصي، إكس بوكس                                       |
| هاف - لايف: سورس               | 2004  | تصويب منظور الشخص الأول | حاسوب شخصي                                                 |
| كاونتر سترايك سورس             | 2004  | تصويب منظور الشخص الأول | حاسوب شخصي، ماك                                            |
| هاف - لايف 2                   | 2004  | تصويب منظور الشخص الأول | حاسوب شخصي، إكس بوكس، إكس بوكس 360، بلاي ستيشن 3، ماك      |
| هاف - لايف 2: ديث ماتش         | 2004  | تصويب منظور الشخص الأول | حاسوب شخصي، ماك                                            |
| هاف - لايف ديث ماتش: سورس      | 2005  | تصويب منظور الشخص الأول | حاسوب شخصي                                                 |
| داي أوف ديفيت: سورس            | 2005  | تصويب منظور الشخص الأول | حاسوب شخصي، ماك                                            |
| هاف-لايف 2: لوست كوست          | 2005  | تصويب منظور الشخص الأول | حاسوب شخصي، ماك                                            |
| هاف-لايف 2: الحلقة الأولى      | 2006  | تصويب منظور الشخص الأول | حاسوب شخصي، إكس بوكس 360، بلاي ستيشن 3، ماك                |
| هاف-لايف 2: الحلقة الثانية     | 2007  | تصويب منظور الشخص الأول | حاسوب شخصي، إكس بوكس 360، بلاي ستيشن 3، ماك                |
| بورتال                         | 2007  | لعبة ألغاز              | حاسوب شخصي، إكس بوكس 360، بلاي ستيشن 3، ماك                |
| تيم فورتريس 2                  | 2007  | تصويب منظور الشخص الأول | حاسوب شخصي، إكس بوكس 360، بلاي ستيشن 3، ماك                |
| لفت 4 ديد                      | 2008  | تصويب منظور الشخص الأول | حاسوب شخصي، إكس بوكس 360، ماك                              |
| لفت 4 ديد 2                    | 2009  | تصويب منظور الشخص الأول | حاسوب شخصي، إكس بوكس 360، ماك                              |
| إيليان سوورم                   | 2010  | تصويب                   | حاسوب شخصي                                                 |
| بورتال 2                       | 2011  | لعبة ألغاز              | حاسوب شخصي، إكس بوكس 360، بلاي ستيشن 3، ماك                |
| دوتا 2                         | 2012  | أكشن                    | حاسوب شخصي، ماك                                            |
| كاونتر سترايك: جلوبال أوفينسيف | 2012  | تصويب منظور الشخص الأول | حاسوب شخصي، إكس بوكس 360، بلاي ستيشن 3، ماك                |
| دوتا أندرلوردس                 | 2020  | أكشن                    | حاسوب شخصي، لينكس، ماك أو إس، أندرويد وآي أو إس (هاتف ذكي) |
| كاونتر سترايك 2                | 2023  | تصويب منظور الشخص الأول | حاسوب شخصي، ماك                                            |

## وصلات خارجية
- الموقع الرسمي